# Єтон Келменді
Єтон Келменді — албанський поет, прозаїк, драматург, публіцист, перекладач. Дійсний член (академік) Української академії геополітики та геостратегії (2024).

## Єтон Келменді
Поет, прозаїк, драматург, публіцист, перекладач. Народився 1978 р. в м. Печ (Косово). Закінчив факультет масових комунікацій Пріштінського університету, післядипломну освіту здобув у Брюссельському вільному університеті (Бельгія). Один із найпомітніших представників сучасної албанської поезії. Його поетичні твори перекладені на 22 мови світу й опубліковані в міжнародних антологіях. Член кількох міжнародних поетичних клубів, співпрацює літературно-мистецькими часописами, пише статті албанською, англійською, французькою та румунською мовами. Зараз живе і працює в Брюсселі. 

## Видані твори (албанською мовою)
- Століття обіцянок, 1999, поезія;
- Поза тишею, 2002, поезія;
- Допоки полудень, 2004, поезія;
- Подаруй мені трохи батьківщини, 2005, поезія;
- Куди піти, щоб прийти, 2007, поезія;
- Пані Слово, 2007, п'єса;
- Прийди по слідах вітру, 2008, поезія;
- Час, коли буде час, 2009, поезія;
- Мандри думок, 2010, поезія;
- Місія ЄС в Косово після проголошення незалежності, 2010, США

## Книги, видані іншими мовами
- Ce mult s-au rãrit scrisorile / румунською мовою, 2008;
- Breath / індійською мовою, 2009;
- Dame parol / драма, французькою мовою, 2011;
- COMME LE COMMENCEMENT EST SILENCIEUX / поезія, Париж, Франція, 2011;
- ΠΟΥ ΠΑΝΕ ΟΙ ΕΡΧΟΜΟΙ / поезія, Греція, 2010;
- Wie wollen / поезія, Німеччина, 2011;
- Nasil sevmeli / поезія, Туреччина, 2011;
- A Palavra Evitou o Silêncio, 2009, Бразилія;
- How to reach yourself, поезія, США, 2010;

## Нагороди
- Велика міжнародна премія «SOLENZARA», Париж;
- Національна премія Зустрічі поезії «Din Mehmet», Гакова, 2011;
- Міжнародна літературна премія імені Миколи Гоголя «Тріумф», Україна, 2013;

Член Асоціації європейських професійних журналістів, Брюссель.
Член Європейської академії наук, мистецтв і літератури, Париж. 